# Le Bidule
Le Bidule est une série télévisée française de 78 épisodes d'environ 3 minutes, créée par Isabelle Ribotta, Didier Richarth, Olivier Babinet et Olivier Laneurie en 1999 et produite par Made in Polska. La série a été diffusée pendant deux saisons, en 1999 et 2000 sur Canal+ au sein du Vrai Journal.

## Synopsis
Le bidule raconte les péripéties de trois personnages un peu simplets qui vivent dans un monde où le bidule est omniprésent. Le bidule est un petit objet en lien avec la radioactivité, produit par la Bidule Corporation. Objet de consommation inutile par excellence, sans fonction particulière, le bidule est indispensable au bien être des habitants et à leur insertion dans la société. Les épisodes abordent de grands sujets de société comme la consommation, la pollution, la pauvreté, le racisme, ... avec beaucoup d'ironie et d'humour.

## Épisodes

### Saison 1
1. Le chemin des crottes
2. La fusion des banques
3. Cigarett’Joe
4. La baisse des impôts
5. L’alerte atomique
6. Les 35 heures
7. L'abbé
8. L'homme le plus riche du Monde
9. Les scientolistes
10. Le P.A.C.S.
11. Star Bidule
12. Patate attaque
13. Le dictateur et le VRP
14. Les extadules
15. La parité
16. Les jeunes et la politique
17. Le prof de ski politique
18. Le sens de la vie
19. La psychose lystériaque
20. L'anniversaire de J.C.
21. Le bug
22. La marée noire
23. Le pirate du net
24. La peine de mort
25. La prison
26. L'effet de serre
27. Joël.com
28. La discrimination à l'embauche
29. La télésurveillance
30. L'amiante
31. La génétique
32. La vengeance des poulets
33. La molécule de jeunesse
34. La nouvelle éducation
35. La Bid'Ulf
36. Le pic de pollution
37. L'urbanisme
38. La télévision (1re partie)
39. La télévision (2e partie)

## Personnages

### Personnages principaux
- David Fouqueray : Hervé
- Vladimir Neskovic : Boris
- Laurent Pons : Joël

### Personnages récurrents
- Christophe Bier : Diego
- Amélie Heintz : Patricia
- Henri
- Guy Debord